# The Desert Fox: The Story of Rommel
The Desert Fox: The Story of Rommel (bra: A Raposa do Deserto, ou Raposa do Deserto; prt: Rommel, a Raposa do Deserto), ou apenas The Desert Fox, é um filme estadunidense de 1951, dos gêneros guerra e biográfico, dirigido por Henry Hathaway,, com roteiro de Nunnally Johnson baseado no livro Rommel, do general Desmond Young, inspirado na vida do marechal de campo alemão Erwin Rommel, respeitado pelos inimigos como grande estrategista militar da Segunda Guerra Mundial.

## Sinopse
O filme começa com a ação fracassada de um comando suicida britânico, que atacou um quartel-general na Líbia buscando assassinar o comandante alemão Erwin Rommel, responsável por várias derrotas infligidas pelo exército alemão aos ingleses em batalhas nos desertos do norte da África. Meses depois, sem apoio logístico e derrotado na Segunda Batalha de El Alamein em 1942, Rommel quer recuar mas recebe ordens de Hitler para lutar até o último homem. Cada vez mais revoltado com as ordens recebidas, Rommel é mandado para a França, com a incumbência de supervisionar as linhas de defesa da costa do Atlântico Norte. Recebe interferências diretas de Hitler, que erra na invasão do Dia D. Rommel enfim aceita participar de uma conspiração dos próprios oficiais alemães para assassinar Hitler. A conspiração fracassa e Rommel cai em desgraça perante seus pares.

## Elenco
- James Mason.... marechal Erwin Rommel
- Cedric Hardwicke.... Dr. Karl Strolin
- Jessica Tandy.... Lucie Marie Rommel
- Luther Adler.... Adolf Hitler
- Everett Sloane.... general Wilhelm Burgdorf
- Leo G. Carroll.... marechal Gerd von Rundstedt
- George Macready.... general Fritz Bayerlein
- Richard Boone.... capitão Hermann Aldinger
- Eduard Franz.... coronel Klaus von Stauffenberg
- William Reynolds.... Manfred Rommel
- John Hoyt.... Keitel
- Michael Rennie.... narração
- Desmond Young.... ele mesmo